# Dorotea (Suède)
Cet article concerne la localité suédoise. Pour la commune dont elle est le chef-lieu, voir Dorotea (commune). Pour les autres significations, voir Dorotea.
Dorotea est une localité suédoise, chef-lieu de la commune de Dorotea.

## Personnalités liées
- Monica Förster (1966-), designer.